# Viale (Italia)
Viale (Vial in piemontese) è un comune italiano di 229 abitanti della provincia di Asti, nel Basso Monferrato.

## Storia

### Simboli
Lo stemma comunale è stato concesso con decreto del presidente della Repubblica dell'11 settembre 1996.
Il barbio coronato d'oro era il simbolo dei conti Balbiano.

## Società

### Evoluzione demografica
Abitanti censiti

### Etnie e minoranze straniere
Secondo i dati ISTAT al 1º gennaio 2013 la popolazione straniera residente era di 27 persone e rappresentano il 10,4% dell'intera popolazione residente.
Le nazionalità maggiormente rappresentate in base alla loro percentuale sul totale della popolazione straniera residente erano:
- Romania 21 77,78%
- Albania 4 14,81%
- Germania 1 3,70%
- Irlanda 1 3,70%

## Amministrazione
| Periodo        | Periodo        | Primo cittadino | Partito                                         | Carica  | Note  |
| -------------- | -------------- | --------------- | ----------------------------------------------- | ------- | ----- |
| 12 maggio 1985 | 6 maggio 1990  | Mario Conti     | lista civica                                    | Sindaco | [ 6 ] |
| 6 maggio 1990  | 23 aprile 1995 | Aurelio Barosso |                                                 | Sindaco | [ 6 ] |
| 23 aprile 1995 | 13 giugno 1999 | Aurelio Barosso | Centro                                          | Sindaco | [ 6 ] |
| 13 giugno 1999 | 13 giugno 2004 | Aurelio Barosso | lista civica                                    | Sindaco | [ 6 ] |
| 13 giugno 2004 | 7 giugno 2009  | Enzo Conti      | lista civica                                    | Sindaco | [ 6 ] |
| 7 giugno 2009  | 25 maggio 2014 | Silvano Conti   | lista civica Il castello                        | Sindaco | [ 6 ] |
| 25 maggio 2014 | 11 giugno 2017 | Franco Conti    | lista civica Il castello                        | Sindaco | [ 6 ] |
| 11 giugno 2017 | 12 giugno 2022 | Gabriele Vigna  | lista civica Semplici cittadini uniti per Viale | Sindaco | [ 6 ] |
| 12 giugno 2022 | in carica      | Oscar Gavello   | lista civica Con Viale nel cuore                | Sindaco | [ 7 ] |